# Bibliothek: Forschung und Praxis
Bibliothek: Forschung und Praxis ist eine bibliothekarische Fachzeitschrift.

## Geschichte
Der erste Jahrgang erschien 1977. Die drei Herausgeber Paul Kaegbein (1925–2023), Hans Joachim Kuhlmann und Elmar Mittler hatten die Zielsetzung, mit der neuen Zeitschrift „eine schnelle und breite Übersicht über Stand und Entwicklung der internationalen Bibliotheksforschung“ zu ermöglichen.
Den inhaltlichen Schwerpunkt der Zeitschrift bilden Fachaufsätze und Rezensionen, hinzu kommen Forschungs- und Tagungsberichte, bibliographische Übersichten, Literaturhinweise und Beiträge „für die Praxis“.
Die Zeitschrift erscheint drei Mal im Jahr in einer Auflage von 1800 Exemplaren, die einzelnen Hefte umfassen in der Regel zwischen 120 und 150 Seiten. Die Beiträge werden überwiegend in deutscher Sprache veröffentlicht; Kurzfassungen der Aufsätze stehen zusätzlich in Englisch und Französisch zur Verfügung. Dem inzwischen erweiterten Herausgeberkreis gehören weiterhin die drei Begründer der Zeitschrift an; verantwortlicher Leiter der Redaktion ist Elmar Mittler, der langjährige Direktor der Staats- und Universitätsbibliothek Göttingen.
Bibliothek: Forschung und Praxis erscheint im K. G. Saur Verlag, der 2006 von der Gruppe Walter de Gruyter übernommen wurde.
Für die ersten 25 Jahrgänge (1977–2001) wurde ein Gesamtregister veröffentlicht. Alle Bände liegen inzwischen auch in digitalisierter Form vor. Seit 2021 erscheint die Zeitschrift im Open Access. Zudem wurden zwischen 2017 und 2022 auf dem Repositorium der HU Berlin zeitgleich mit dem Erscheinen einer neuen Ausgabe Preprints Open Access veröffentlicht.